# هايكازو يوشيدا
هايكازو يوشيدا (باليابانية: 吉田秀和؛ بالكانا: よしだ ひでかず) هو ناقد موسيقي ياباني، ولد في 23 سبتمبر 1913 في نيهونباشي في اليابان، وتوفي في 22 مايو 2012 في كاماكورا في اليابان.